# Пеньково (Новосибирская область)
Пенько́во — село в Маслянинском районе Новосибирской области. Административный центр Пеньковского сельсовета.

## География
Расположенное в 15 километрах от административного центра, стоит на реках Укроп и Амбарка.

## Население
| 2002 | 2007 | 2010 |
| ---- | ---- | ---- |
| 543  | ↘520 | ↘474 |

## Экономика
На территории села работает животноводческий комплекс «Сибирская Нива». На его строительство ушло около 2 лет. Комплекс рассчитан на 1200 животных. Для его работы закуплен племенной скот из Германии и Австрии. Комплекс оснащён современным стойловым и доильным оборудованием, техникой для раздачи кормов и предназначен для разведения племенного скота и производства молока и мяса.

## Образование
В селе находится Муниципальное образовательное учреждение Пеньковская средняя общеобразовательная школа. В школе обучается 90 человек. Её посещают учащиеся из двух близлежащих сёл: Прямское и Петропавловка. Директор школы — Огнева Наталья Павловна. Школа является как культурным так и образовательным центром села.